# Fausto Masi
Fausto Masi (1904 – 2000) è stato un ingegnere italiano.

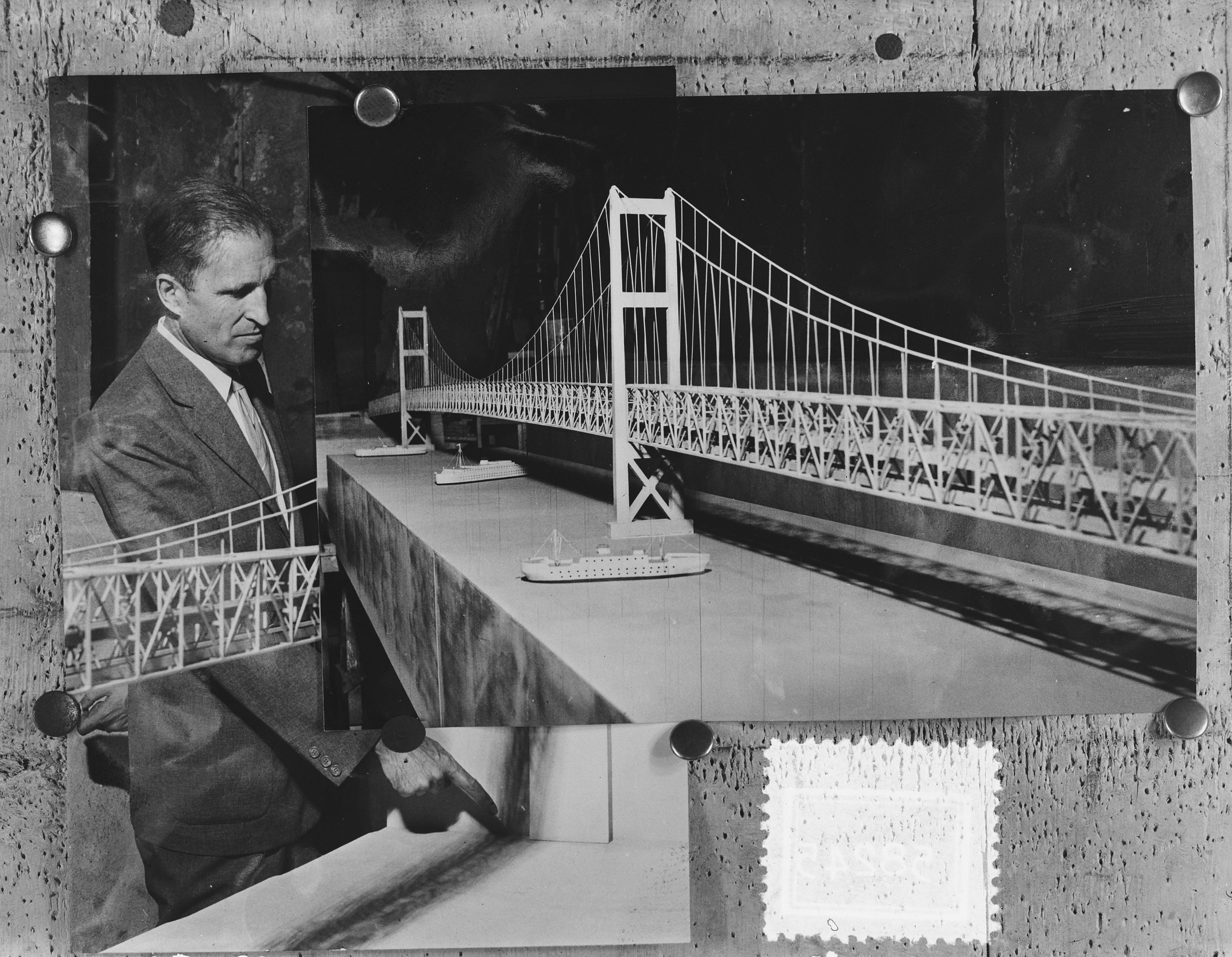
Fausto Masi e il suo modellino relativo al progetto per il ponte sullo stretto di Messina

È stato uno dei Maestri dell'ingegneria italiana del XX secolo nel campo delle strutture metalliche.
È stato Direttore dell'Ufficio Tecnico delle Officine Bossi di Milano.
È stato tra i promotori della fondazione nel 1946 dell'ACAI (Associazione fra i Costruttori in Acciaio Italiani) diventando nel 1949 il primo direttore della rivista "Costruzioni Metalliche", pubblicata dall'associazione. È stato inoltre membro del Consiglio Nazionale delle Ricerche per le normative sulle costruzioni metalliche.
Ha pubblicato numerosi testi sulle costruzioni in acciaio, tra i quali La pratica delle costruzioni metalliche, Hoepli, Milano, 1931, che ha avuto ampia diffusione e numerose ristampe ed è considerata «una pietra miliare della cultura metallica italiana». Il libro fu tradotto anche in spagnolo e pubblicato con il titolo Construir en acero. 
Collaboratore dal 1970 dell'Ente Nazionale Italiano di Unificazione e appassionato astrofilo, è stato anche autore di un testo divulgativo per ragazzi sulle basi dell'astronomia, Il cielo in tasca, edito da Rusconi.